# Со (язык)
Со, или соко (Eso, Gesogo, Heso, So, Soa, Soko) — язык народов соко и со, на котором они говорят в Восточной провинции, севернее города Басоко, в Демократической Республике Конго. В 1971 году численность говорящих насчитывала около 6 тысяч человек.